# Friedrich-Wilhelm Siebeke
Friedrich-Wilhelm Siebeke (* 27. August 1922 bei Teltow; † 6. August 2013 in Mettmann) war ein deutscher Rechtsanwalt.

## Leben
Siebeke nahm im Zweiten Weltkrieg am Feldzug gegen die Sowjetunion teil. Anschließend studierte er Philosophie in Halle (Saale) und Rechtswissenschaften in Bonn. Er war Senior einer Düsseldorfer Anwaltskanzlei. 1987 erhielt er das Bundesverdienstkreuz am Bande.
Er war mit der CDU-Politikerin Ingrid Siebeke (1924–2018) verheiratet, die von 1975 bis 1994 Bürgermeisterin von Mettmann war. Das Paar hatte sechs Kinder.
Siebeke starb am 6. August 2013 in Mettmann im Alter von 90 Jahren.

## Aktivitäten in der CDU
Von 1968 bis 2004 war er Bundesparteirichter und langjähriger stellvertretender Vorsitzender des Bundesparteigerichtes der CDU. Als solcher war er auch mit dem Parteiausschlussverfahren gegen Martin Hohmann im Zuge der so genannten Hohmann-Affäre befasst. Hohmann hatte gegen seinen durch das Landesparteigericht ausgesprochenen Parteiausschluss Beschwerde beim Bundesparteigericht eingelegt, welche von diesem mit Beschluss vom 4. November 2004 zurückgewiesen wurde. Hierbei sprach sich Siebeke in einem Sondervotum gegen den CDU-Ausschluss Hohmanns aus, weil erstens schon Strafverbrauch und zweitens kein schwerer Schaden für die Partei eingetreten sei. Im Jahr 2010 veröffentlichte er zusammen mit Fritz Schenk ein Buch zu diesem Thema.

## Aktion Linkstrend stoppen
Im Jahr 2010 war Siebeke Initiator der Aktion Linkstrend stoppen, einer Basisgruppierung von konservativen CDU-Mitgliedern, und Herausgeber des Manifests gegen den Linkstrend vom 15. Februar 2010, das sich gegen die Aufgabe von christlich-konservativen und marktwirtschaftlichen Positionen in Form der Berliner Erklärung der CDU-Parteiführung vom 15. Januar 2010 wandte und von mehreren aktiven sowie ehemaligen Bundes- und Landtagsabgeordneten und rund 8.000 CDU-Mitgliedern unterzeichnet wurde.
Die Aktion wurde von fast der gesamten Parteispitze sowie dem gesamten Spektrum politischer Tageszeitungen kommentiert. Der CDU-Generalsekretär Hermann Gröhe hielt den von Siebeke behaupteten Linkstrend der Partei für absurd, nahm jedoch nach Angaben der Aktion trotzdem persönlich Kontakt zu Siebeke auf. Anfang 2012 gab es Regionalgruppen in Baden-Württemberg, Rheinland-Pfalz und Sachsen. Ziel der Aktion Linkstrend stoppen sollte es sein, zu verhindern, dass sich aufgrund ihres Linkstrends rechts von der CDU eine neue Partei bildet, der von Wahlforschern zweistellige Prozentzahlen prognostiziert worden waren.

## Schriften
- Designers’ Alphabet: Handlexikon des Designrechts. Düsseldorf 2006, ISBN 978-3-934482-07-4
- Der Fall Hohmann. Ein deutscher Dreyfus – Dokumentation eines Skandalurteils. 2010, ISBN 978-3-8004-1492-5 (zusammen mit Fritz Schenk)